# Nils-Eric Johansson
Nils-Eric Claes Johansson (ur. 13 stycznia 1980 w Sztokholmie) – piłkarz szwedzki grający na pozycji środkowego lub lewego obrońcy.

## Kariera klubowa
Johansson jest wychowankiem amatorskiego klubu Viksjö. Następnie trenował w juniorskich drużynach IF Brommapojkarna i AIK Fotboll by w 1997 roku trafić do Bayernu Monachium. W 1998 roku zaczął grać w amatorskich rezerwach tego klubu, a wiosną 1999 trafił do kadry pierwszej drużyny. 15 maja zadebiutował w Bundeslidze w przegranym 0:2 wyjazdowym meczu z 1. FC Nürnberg. W pierwszym zespole Bayernu rozegrał jeszcze jedno spotkanie, z Bayerem 04 Leverkusen (2:1), a latem został ponownie odesłany do rezerw.
Latem 2000 roku Johansson przeszedł do 1. FC Nürnberg. Swój debiut w tym klubie zanotował 11 sierpnia w spotkaniu z Hannoverem 96 (1:1). Był podstawowym zawodnikiem klubu z Norymbergi i wiosną 2001 awansował z nim z drugiej do pierwszej ligi. W Nürnberg grał do końca 2001 roku.
W październiku 2001 roku Johansson podpisał czteroletni kontrakt z Blackburn Rovers. Kosztował 2,7 miliona funtów, a pierwsze spotkanie w Premier League rozegrał 14 października 2001 przeciwko West Ham United, które Blackburn wygrało 7:1. W 2002 roku wystąpił w wygranym 2:1 finale Pucharu Ligi Angielskiej z Tottenhamem Hotspur. Zawodnikiem zespołu Rovers był do lata 2005 roku.
Latem 2005 Johansson przeszedł na zasadzie wolnego transferu do Leicester City. W rozgrywkach Football League Championship zadebiutował 6 sierpnia 2005 w meczu z Sheffield United (1:4). W Leicester grał przez dwa sezony i rozegrał w nim 75 meczów oraz zdobył jedną bramkę.
W 2007 roku Johansson wrócił do Szwecji i został piłkarzem AIK Fotboll. W nim po raz pierwszy wystąpił 3 lipca 2007 w spotkaniu z Trelleborgs FF (2:0). Obecnie jest podstawowym zawodnikiem zespołu.
| Sezon   | Klub                   | Kraj    | Rozgrywki      | Mecze | Bramki |
| ------- | ---------------------- | ------- | -------------- | ----- | ------ |
| 1998/99 | Bayern Monachium       | Niemcy  | Bundesliga     | 27    | 1      |
| 1998/99 | Bayern Monachium amat. | Niemcy  | Regionalliga   | 27    | 0      |
| 1999/00 | Bayern Monachium amat. | Niemcy  | Regionalliga   | 27    | 1      |
| 2000/01 | 1. FC Nürnberg         | Niemcy  | 2. Bundesliga  | 32    | 2      |
| 2001/02 | 1. FC Nürnberg         | Niemcy  | Bundesliga     | 8     | 0      |
| 2001/02 | Blackburn Rovers       | Anglia  | Premier League | 20    | 0      |
| 2002/03 | Blackburn Rovers       | Anglia  | Premier League | 30    | 0      |
| 2003/04 | Blackburn Rovers       | Anglia  | Premier League | 14    | 0      |
| 2004/05 | Blackburn Rovers       | Anglia  | Premier League | 22    | 0      |
| 2005/06 | Leicester City         | Anglia  | Championship   | 39    | 0      |
| 2006/07 | Leicester City         | Anglia  | Championship   | 36    | 1      |
| 2007    | AIK Fotboll            | Szwecja | Allsvenskan    | 15    | 0      |
| 2008    | AIK Fotboll            | Szwecja | Allsvenskan    | 28    | 1      |
| 2009    | AIK Fotboll            | Szwecja | Allsvenskan    | 29    | 3      |
| 2010    | AIK Fotboll            | Szwecja | Allsvenskan    | 26    | 0      |
| 2011    | AIK Fotboll            | Szwecja | Allsvenskan    | 28    | 2      |
| 2012    | AIK Fotboll            | Szwecja | Allsvenskan    | 30    | 0      |

## Kariera reprezentacyjna
W latach 1999–2001 Johansson rozegrał 21 meczów i strzelił jednego gola w reprezentacji Szwecji U-21. W dorosłej reprezentacji Szwecji zadebiutował 21 sierpnia 2002 roku w zremisowanym 1:1 towarzyskim spotkaniu z Rosją.